# Supino
Supino là một đô thị ở tỉnh Frosinone trong vùng Lazio, có vị trí cách khoảng 70 km về phía đông nam của Roma và khoảng 10 km về phía tây của Frosinone. Tại thời điểm ngày 31 tháng 12 năm 2004, đô thị này có dân số 4.875 người và diện tích là 35,3 km².
Supino giáp các đô thị: Carpineto Romano, Ferentino, Frosinone, Giuliano di Roma, Gorga, Maenza, Morolo, Patrica.